# Ibrahim Majed
Ibrahim Majed Abdulmajed (ur. 12 maja 1990 w Kuwejcie) – katarski piłkarz, kuwejckiego pochodzenia, występujący na pozycji obrońcy w klubie Al-Sadd.

## Kariera piłkarska
Ibrahim Majed jest wychowankiem zespołu Al-Wakra. W rozgrywkach seniorskich debiutował jednak jako piłkarz Al-Sadd. Miał wtedy zaledwie 16 lat. Do tej pory zdołał między innymi wywalczyć z drużyną mistrzostwo Q-League.
Majed jest także wielokrotnym reprezentantem Kataru. W drużynie narodowej zadebiutował w 2007 roku, czyli w wieku zaledwie 17 lat. Do tej pory nie zdołał zdobyć żadnej bramki. Został również powołany na Puchar Azji 2007, gdzie jego drużyna zajęła ostatnie miejsce w grupie. Nie miał jednak okazji pojawić się na boisku z żadnym spotkaniu.